# صموئيل أندرسون روب
صموئيل أندرسون روب (بالإنجليزية: Samuel Anderson Robb)‏ هو نحات أمريكي، ولد في 1851 في نيويورك في الولايات المتحدة، وتوفي في 1928.